# あいどるかふぇ2ねん8くみ
あいどるかふぇ2ねん8くみ（あいどるかふぇにねんはちくみ）とは、仙台市、千葉市、札幌市に店舗を構えるコンセプトカフェである。
通称は「にっぱち」。運営は、株式会社lavプロダクション。

## 概要
2010年前後にAV女優として活躍した瀬名あゆむが、AV引退後のセカンドキャリアでプロデューサーに就いたコンカフェ。2014年4月1日に仙台市で1号店がオープン、その後千葉市で2号店、札幌市で3号店が開店。従業員の出退勤を“登下校”と呼び、学生服を衣装とするなど、店舗の雰囲気は学校をモチーフとしている。
瀬名は以前にも、“教室のような内装で、ギャルが給食を届けてくれる”という主旨のカフェを札幌市で経営していた時期があり、その当時から、店舗所在地だった札幌市豊平区平岸2条8丁目に由来する「2ねん8くみ」を店名としていた。
アイドルカフェを謳っているように、各店ともライブ用のステージを置いており、従業員の生誕祭、通常営業時のカラオケリクエストなどで使われる。また従業員の中でユニットを編成してのライブ出演、CDリリースなども行われている。

## 運営店舗
- 2ねん8くみ仙台校
- 2ねん8くみ千葉校
- 2ねん8くみ札幌校

## 沿革
2007年
- 現在2ねん8くみ総合プロデューサーである瀬名あゆむにより、前身であるギャルメイド給食カフェバーの「かふぇあんどばぁ～ 2ねん8くみ」が札幌にオープンされる。札幌市に平岸ゴールデン街が新開発され、新規店舗の募集があったところに応募し、出店許可を得た形で開業。経営事態は順調であったが、開業一年を境に、瀬名自身が生活拠点を札幌から移したことをきっかけに徐々に経営規模を縮小。一年半で閉店となった。

2014年
- 4月1日 - 正式名称「あいどるかふぇ2ねん8くみ仙台店」が宮城県仙台市にオープン。のちに仙台校となる。2ねん8くみとしては二代目となるが、現在のライブステージを取り入れた形式の形態としては、この仙台校が一号店の扱いである。
- 仙台校のオープン半年後、店内の選抜メンバーでアイドルユニット「2ねん8くみ」を結成。毎週関東遠征し、ライブ活動やレコーディングなどを敢行。その後アイドルユニット「2ねん8くみ」はメンバーが入れ替わっていくが、アイドル専任メンバーとしてのオーディションは行わず、あくまで店舗の従業員から選抜されたメンバーで構成されている。

2015年
- 2月18日 - あいどるかふぇ2ねん8くみ千葉校がオープン。現在千葉校マネージャー（運営兼キャスト）である陽向あいみ（ひなたあいみ）らオープニングキャストが入店。なお、千葉校は仙台校・札幌校とは異なり、合同会社CODによる企画、運営である。そのため、料金システムや表彰制度が他校とは異なる。
- 千葉校にて、陽向あいみ、南にこ（みなみにこ）ら店舗選抜メンバーによるアイドルグループ「2ねん8くみ千葉（1期）」が結成され活動を開始する。

2016年
- 「2ねん8くみ千葉(1期)」が解散
- アイドルユニット「Asterisk(from 2ねん8くみ)」活動開始

2017年
- 1月27日 - 現仙台校店長であり、仙台校初のアイドルユニット「ふぁんしーどりーみー」所属の貴咲えみりが仙台校に入店する[2]。
- 2ねん8くみのオリジナル曲である『クラスメイト』がカラオケDAMに搭載される。
- 7月25日 - Asteriskのシングル『Answer／全力のGAN･BARE』リリース[3]。
- 11月27日 - 千葉校オリジナル曲リリースイベント　『2ねん8くみ千葉校の歌』『魔法の場所〜先生へ贈る歌〜 』
- パチンコタイアップアイドル「SEVEN4」[注釈 2]が活動開始。Asteriskのメンバーである陽向あいみ、南にこ、乙川杏珠が兼任で所属する。

2018年
- 3月20日 - あいどるかふぇ2ねん8くみアキバ分校　オープン。（2020.6.2閉店）
- 11月1日 - Asterisk解散。
- 南にこがタイ日混合アイドルグループ「Siam☆Dream」に所属。
- 11月5日 - Asterisk、spring chubit、東京CLEAR'S SMILEが合併して、新グループ「KiREI」[注釈 3]として活動開始。Asteriskからは南にこ以外のメンバーが参加した。
- 仙台校でアイドルユニット「ふぁんしーどりーみー」が結成される。
- 12月31日 - 千葉校オリジナル曲リリース『ガチ恋1000%』『パワーアップ 』

2019年
- 1月11日 - ふぁんしーどりーみーの1stシングル『ユメミガチシンドローム』リリース[4]。

2020年
- 2月14日 - あいどるかふぇ2ねん8くみ通信制五反田分校　オープン。（期間限定の特別営業のため現在は休止中）
- 6月16日 - あいどるかふぇ東京2ねん8くみ（五反田）　オープン。（期間限定の特別営業のため現在は休止中）

2021年
- 1月31日 - ふぁんしーどりーみーの2ndシングル『Draw into the Wonderland』リリース[5]。

2022年
- 8月1日 - あいどるかふぇ2ねん8くみ札幌校がオープン。
- ふぁんしーどりーみーが6人体制となる。

2023年
- ふぁんしーどりーみーが現在の4人体制となる。
- 6月23日 - ふぁんしーどりーみーが日本ご当地アイドル活性協会が選ぶ「2023年上半期未発掘アイドルセレクト10」に選出される[6]。
- ふぁんしーどりーみーがTOKYO IDOL FESTIVALの出場権をかけた全国選抜LIVEにて、東日本Cブロックで初の決勝進出。1位のみが出場権を獲得できる決勝にて3位。審査員特別枠に選ばれ、セカンドチャレンジと呼ばれる敗者復活LIVEに出場するも、結果は予選敗退[7]。
- 12月21日 - 2ねん8くみ札幌校が日本ご当地アイドル活性協会が選ぶ「2023年下半期未発掘アイドルセレクト10」に選出される[8]。

2024年
- 4月 - 6月に開催されるクロちゃん主催の大型フェス「クロフェス2024 ～5周年だよ！全員集合！だしん！～」にて「2ねん8くみ札幌校」が北海道代表・「ふぁんしーどりーみー」が宮城県代表・「りべりず」が千葉県代表として選出が発表[9]。

## ユニット
仙台
- ふぁんしーどりーみー

千葉
- ばいお卍れっど
- A*veS(エイヴス)
- 漆黒のエトワール
- Petite。
- りべりず

札幌
- 2ねん8くみ札幌校
- NA’’S
- めだまくりっぷ

## 過去に活動していた主なグループ・人物
千葉
- Asterisk(2018年11月1日解散)